# Парокија Сан Ђузепе (Мачерата)
Парокија Сан Ђузепе (итал. Parrocchia San Giuseppe) насеље је у Италији у округу Мачерата, региону Марке.
Према процени из 2011. у насељу је живело 37 становника. Насеље се налази на надморској висини од 385 м.